# Priznanje države
Priznanje države, u međunarodnom pravu jednostrani je politički čin jedne ili više država ili drugih subjekata međunarodnog prava, kojim se izričito ili na konkludentan način (prešutno, npr. uspostavom diplomatskih odnosa) prihvaća određena politička tvorevina državom. Priznanje može biti de facto (privremeno ili ograničeno tek na neke odnose) ili de iure (potpuno i trajno). Priznanje države obično se vrši izjavom vlade o priznanju.
Priznanje države ima tek deklaratoran učinak u odnosu na nastanak države.